# Louisville Water Tower
Le Louisville Water Tower est un château d'eau situé dans la ville de Louisville dans le Kentucky. Il fait partie des plus vieux châteaux d'eau ornementaux au monde ayant même été construit avant la célèbre Water Tower de Chicago.  Le château d'eau et sa station de pompage sont classés dans le Registre national des lieux historiques.

## Description
Dans le passé, Louisville avait remporté le surnom de tombe de l'ouest à cause de ses eaux polluées qui causaient aux habitants des épidémies de choléra et de typhus. En 1854, il fut donc décidé de fonder la Louisville Water Company.
La compagnie décida de réaliser un château d'eau ornemental pour faire accepter aux habitants l'apparition d'une compagnie des eaux.  Theodore Scowden, assisté par Charles Hermany, furent les architectes. Ils choisirent un emplacement juste au-dehors de la cité sur une colline surplombant la rivière Ohio. L'emplacement facilitait également les livraisons par bateaux du charbon nécessaire au fonctionnement des machines à vapeur. La colonne principale, qui fait 56 mètres de haut, est de style dorique.
Le bâtiment possède également une touche corinthienne avec 10 statues décoratives, posées sur un support en zinc, représentant des divinités gréco-romaines, les quatre saisons et un indien chassant avec son chien.  Le réservoir devait aussi évoquer le style des châteaux le long du Rhin.
Le château d'eau entra en activité en octobre 1860.  En 24 heures, il pouvait fournir 45 000 m3 d'eau. Il était relié à 42 km de tuyauteries.
La tornade de 1890 qui toucha la ville de Louisville endommagea le château d'eau et celui-ci nécessita quelques réparations.  La tornade détruisit en particulier huit des dix statues décoratives. Un peu plus tard, une nouvelle station de pompage fut construite à Crescent Hill et l'ancienne ferma ses portes en 1909. Les statues et le château d'eau furent rénovés en 1993.
Le bâtiment abrite actuellement la Louisville Visual Arts Association qui proposent des expositions d'arts et des évènements culturels tout au long de l'année.